# Anatoli Grishin
Anatoli Grishin (em russo:  Анатолий Кузьмич Гришин, Moscovo, 8 de julho de 1939  – 14 de junho de 2016) foi um velocista russo na modalidade de canoagem.
Foi vencedor da medalha de Ouro em K-4 1000 m em Tóquio 1964 com os seus colegas de equipa Nikolai Chuzhikov, Vyacheslav Ionov e Volodymyr Morozov.
Grishin morreu em 14 de junho de 2016, aos 76 anos.